# الحي الروسي
الحي الروسي رواية للروائي السوري خليل الرز. صدرت الرواية لأوّل مرة في العام 2019 عن منشورات ضفاف في بيروت. ودخلت في القائمة النهائية «القصيرة» للجائزة العالمية للرواية العربية لعام 2020، المعروفة باسم «جائزة بوكر العربية».

## القصة
تدور أحداث الرواية في حيّ افتراضي يتموضع في ضاحية من ضواحي دمشق، عرفنا إليه الروائي وإلى بعض شخوصه في روايته السابقة «البدل»، والملفت أنه لم يجعل من روايته الجديدة جزءاً ثانياً يستكمل به «البدل» على غرار أصحاب الثلاثيات من المشاهير مثلاً، وإنما على غرار بعضهم الآخر الذي أنجز روايات عدّة دارت أحداثها في مكان واحد باختلاف الزمان بين هذه وتلك.
تحكي هذه الرواية عن حي يرفض الدخول في الحرب الدائرة من حوله طيلة سنوات، ولكنه يجد نفسه، أخيرا، مرغما على دخولها، فيدخلها بالحكاية وليس بالأسلحة.
أبطال الحكاية هم زرافة في حديقة الحيوانات، كلب بودول، كلبة أفغانية، وعصفور منسوج من الصوف، ومن الشخصيات الأخرى الراوي وهو مترجم يعيش في حديقة الحيوانات في الحي الروسي، وفيكتور إيفانيتش صحفي روسي سابق يعمل مديرا لحديقة الحيوانات، وأبو علي سليمان أستاذ لغة فرنسية وصاحب محل ألبسة، وعصام بطل شعبي يعمل في كباريه ورشيدة المغربية عازفة عود سابقة في كباريه، أركادي كوزميتش كاتب روسي مغمور ونونا بنت عازف كلارينيت تنسج الصوف وتعيش مع الراوي في حديقة الحيوانات، وآخرون.